# Nabi Sorouri
Nabi Sorouri (persisch نبی سروری; geboren 1933; gestorben 2002) war ein iranischer Freistilringer. Er war Teilnehmer an den Olympischen Sommerspielen 1956 in Melbourne.
Bei den Olympischen Spielen von Melbourne verpasste Sorouri im Weltergewicht (73 kg) die Medaillenränge und wurde hinter Wachtang Balawadse (Sowjetunion), İbrahim Zengin (Türkei) und dem Sieger in dieser Disziplin, Mitsuo Ikeda aus (Japan), Vierter.
Seinen größten internationalen Erfolg feierte Nabi Sorouri bei den Ringer-Weltmeisterschaften 1957 in Istanbul, als er sich gegen die Ringergrößen Hasan Güngör aus der Türkei und Giorgi Schirtladse aus der Sowjetunion durchsetzte und die Goldmedaille im Mittelgewicht (79 kg) errang.
Nur ein Jahr später gelang ihm ein weiterer Medaillengewinn: bei den Asienspielen 1958 in Tokio gewann er im Mittelgewicht Silber.
Er beendete seine Karriere nach einem enttäuschenden fünften Platz bei den Ringer-Weltmeisterschaften 1959, die in Teheran stattfanden.